# Steekbout
Steekbout is een term uit de zeilvaart die betrekking heeft op langsgetuigde schepen. De steekbout is een strop die dient om bij het reven van het grootzeil de rifmot nabij de giek te houden nadat de  smeerreep het nieuwe onderlijk heeft uitgehaald. Hiertoe dienen de schildpadblokken voor de smeereep ruim achterlijk van de gewenste plaats van de rifmot te zitten.De steekbout vangt de zaak op bij breuk van de smeerreep of uitbreken van het schildpadblok of endogen.